# ISO 9001

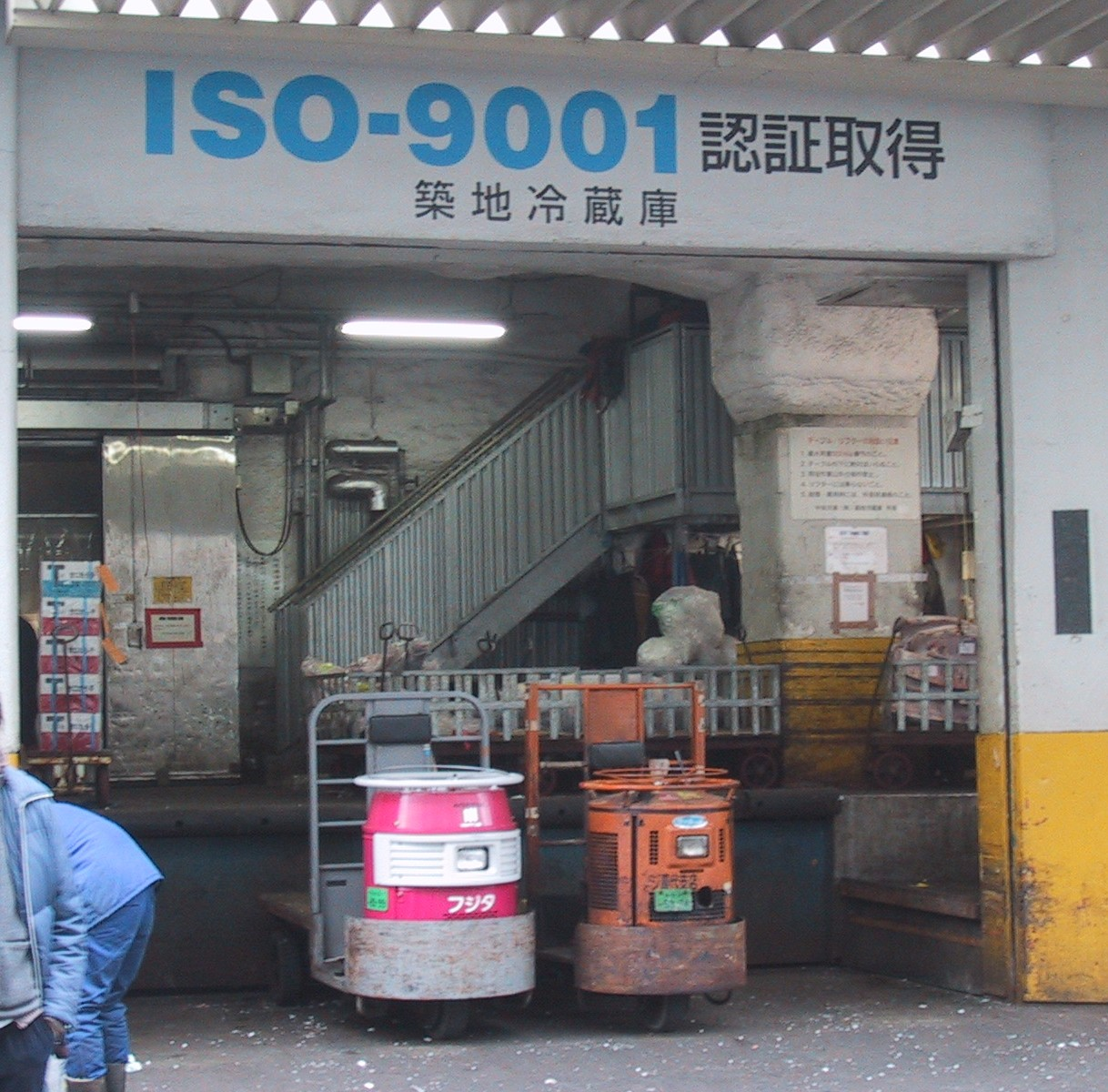
Oznaczenie otrzymania certyfikatu ISO 9001 na hurtowni ryb na targu Tsukiji w Tokio

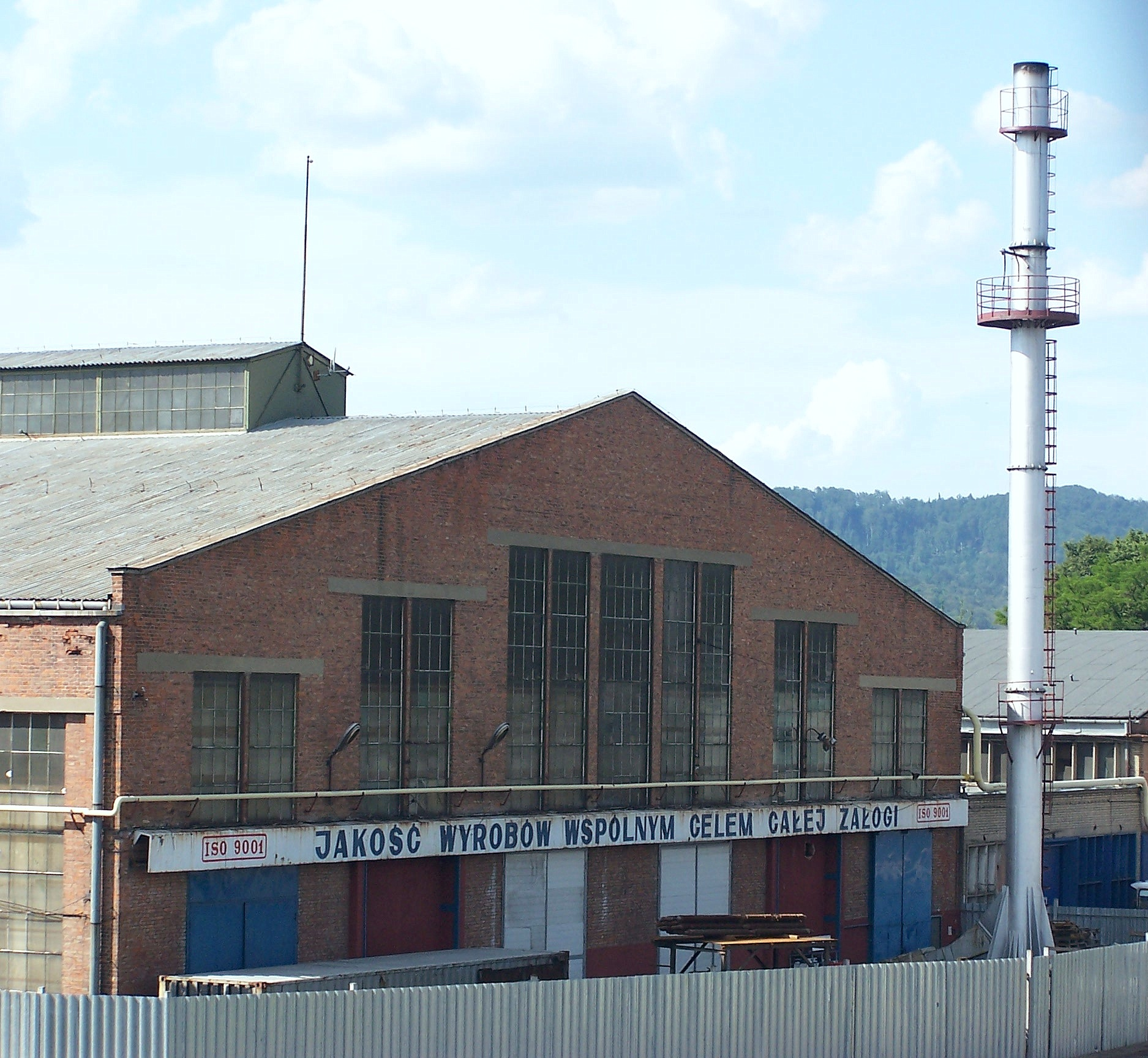
Oznaczenie ISO 9001 na budynku fabryki Autosan

PN-EN ISO 9001:2015 Systemy zarządzania jakością – Wymagania (z ang. EN ISO 9001:2015 Quality management systems – Requirements) – międzynarodowa norma określająca wymagania, które powinien spełniać system zarządzania jakością w organizacji.

## Wprowadzenie normy
Pierwszym światowym standardem zarządzania systemem jakości był BS 5750, który został opublikowany przez British Standards Institution w 1979 roku. W 1987 standard ten stał się normą ISO 9000 inspirując dalszą serię międzynarodowych standardów. Norma ta została poprawiona w 1994 i udoskonalona w 2000 roku zapewniając międzynarodowy sukces systemu zarządzania jakością z liczbą ponad 776 000 wydanych certyfikatów wg ISO 9001:2000 w 161 krajach pod koniec 2005 roku.
Kolejne „odświeżenie” standardu miało miejsce w roku 2008 co zaowocowało normą ISO 9001:2008. Wydana 14 listopada 2008 roku przez Międzynarodową Organizację Normalizacyjną norma, została wydana w języku polskim w lutym 2009 roku przez Polski Komitet Normalizacyjny z oznaczeniem PN-EN ISO 9001:2009. Zastępuje ona normy PN-EN ISO 9001:2001 oraz PN-EN ISO 9001:2008 (wersja oryginalna została przyjęta z oznaczeniem PN-EN w 2008 roku) i jest to jedyna norma zawierająca wymagania dla systemu zarządzania jakością, przeznaczona dla celów certyfikacji. 
Najnowsze wydanie standardu oznaczone jako ISO 9001:2015, zawiera szereg zmian, które w największej mierze dotyczą firm usługowych oraz zawiera wymagania co do oceny ryzyk i szans występujących w realizowanych procesach.
Zrewidowana wersja normy ISO 9001:2015 ma zostać opublikowana w 2025 roku. Rewizja ta ma na celu dostosowanie normy do aktualnych wyzwań i trendów w zarządzaniu jakością.

## Opis normy
Normę tę mogą stosować wszystkie organizacje, niezależnie od ich wielkości i rodzaju. Ukierunkowana jest ona na zrozumienie i spełnienie wymagań klienta, a więc określonych potrzeb względem wyrobów danej organizacji, przyjęcie podejścia procesowego, dostarczanie wyników skuteczności procesów oraz ich ciągłe doskonalenie, w oparciu o obiektywne pomiary. Standard ten zaleca objęcie procesów organizacji cyklem PDCA, znanym również jako Cykl Deminga.
Do głównych wymagań normy ISO 9001 należą m.in.: wprowadzenie nadzoru nad dokumentacją i zapisami, zaangażowanie kierownictwa w budowanie systemu zarządzania jakością, usystematyzowanie zarządzania zasobami, ustanowienie procesów realizacji wyrobu, dokonywanie systematycznych pomiarów (zadowolenia klienta, wyrobów, procesów).
Wszystkie te wymagania są szczegółowo opisane w przedmiotowej normie i uwzględniają osiem zasad jakości:
1. zorientowanie na klienta (pozycja organizacji na rynku jest zależna od jej klientów);
2. przywództwo (kierownictwo organizacji wypracowuje kierunki jej rozwoju);
3. zaangażowanie ludzi (najcenniejszym dobrem organizacji są ludzie);
4. podejście procesowe (skuteczność i efektywność organizacji zależą w głównej mierze od jakości realizowanych w niej procesów. Bardzo dobre wsparcie w identyfikowaniu procesów: model APQC, dokładnie opisany w książce Modelowanie organizacji procesowej pod redakcją J. Auksztola i M. Chomuszko);
5. systemowe podejście do zarządzania (zarządzanie jakością jest traktowane jako zarządzanie wzajemnie ze sobą powiązanymi procesami);
6. ciągłe doskonalenie (stałym celem organizacji jest ciągłe doskonalenie realizowanych w niej procesów);
7. rzeczowe podejście do podejmowania decyzji (podejmowanie decyzji opiera się na analitycznej, logicznej bądź intuicyjnej analizie wszelkich dostępnych danych i informacji);
8. wzajemne korzyści w stosunkach z dostawcami (tworzenie wzajemnie korzystnych stosunków z dostawcami materiałów i usług stanowi dla organizacji gwarancję wysokiej jakości).

## Certyfikacja
Aktualna wersja normy (9001:2015) różni się od poprzedniczki, czyli normy z 2008 r. Zawiera o wiele mniej wytycznych, ale nie mniej wymagań. Termin „wyrób" zastąpiono terminem „wyroby i usługi", który uwzględnia wszystkie kategorie danych wyjściowych (sprzęt, oprogramowanie, usługi, materiały przetworzone). Wyodrębnienie usług ma na celu podkreślenie różnic w stosowaniu niektórych wymagań w odniesieniu do wyrobów i usług. Cechą usług jest przynajmniej częściowa realizacja danych wyjściowych we współpracy z klientem. Tam gdzie jest to możliwe, sformułowania normy zmieniono tak, aby ograniczyć bezwzględny charakter niektórych wymagań, które były zaczerpnięte z praktyki sektora poza usługowego.
ISO 9001:2015 obejmuje 10 rozdziałów i 28 podrozdziałów:
1. Zakres normy
2. Powołania normatywne
3. Terminy i definicje
4. Kontekst organizacji
5. Przywództwo
6. Planowanie
7. Wsparcie
8. Działania operacyjne
9. Ocena efektów działalności
10. Doskonalenie

W przypadku, gdy organizacja spełnia wszystkie wymagania tej normy, może ubiegać się o wydanie stosownego certyfikatu. Certyfikat zgodności z normą 9001:2015 wydaje niezależna jednostka certyfikująca.

## Korzyści
Wśród zalet wynikających z wdrożenia systemu zarządzania jakością ISO 9001 można wymienić przede wszystkim poprawę funkcjonowania całej organizacji i jej poszczególnych działów, a także efektywne wykorzystywanie zasobów kadrowych i infrastruktury oraz organizacji czasu pracy.
Wdrożenie systemu zarządzania jakością jest dobrowolne i bezpośrednio zależy od polityki i strategii realizowanej przez daną organizację. W praktyce jednak coraz więcej przedsiębiorstw wymaga od swoich kontrahentów potwierdzenia spełnienia określonych standardów jakości, stawiając je jako jeden z czynników decydujących o nawiązaniu kontaktów biznesowych.

## Problemy
Mimo stałego wzrostu liczby przedsiębiorstw stosujących certyfikację, obserwuje się również wzrost krytyki takiego rozwiązania i niejednokrotnie rezygnowanie ze sformalizowanego systemu zarządzania jakością. Powyższe może wynikać nie z samych wad systemu, ale z jego nieprawidłowej implementacji i braku dalszego doskonalenia. Sformalizowane przeglądy zarządzania odbywają się zbyt rzadko i są zbyt krótkie, a także bywają łączone z innymi zagadnieniami. Powoduje to, że nie są w stanie odegrać przypisanej im roli. Prawidłowo przeprowadzane przeglądy zarządzania mają na celu udoskonalenie procesu zarządzania, ale same również winny być podawane procesowi oceny i doskonalenia, aby zapewniały realizację deklarowanych celów.